# Mentalisme (filosofie)
Mentalisme is het uitgangspunt in de filosofie van de geest dat er binnen de mens mentale toestanden bestaan, zoals gedachten en overtuigingen, die een eigen oorzakelijke kracht hebben. Ze kunnen met andere woorden zelfstandig het menselijk gedrag veranderen. Dit begrip is nauw verwant met het dualisme, maar verschilt ervan. Twee bekende hedendaagse 'mentalisten' zijn Noam Chomsky en Jerry Fodor.
Dualisme stelt dat er twee aparte soorten dingen bestaan in de wereld, namelijk psychische en fysische fenomenen. Op deze wijze impliceert het vaak mentalisme omdat het een zelfstandige oorzakelijke kracht toeschrijft aan deze psychische fenomenen. Mentalisme impliceert echter niet noodzakelijk dualisme, want men kan stellen dat deze mentale toestanden fysisch van aard zijn of tot fysische fenomenen te reduceren zijn. Het enige wat vereist is, is dat deze mentale toestanden een soort van zelfstandige werking hebben, ook al zijn zij misschien volledig fysisch van aard. 
Mentalisme staat lijnrecht tegenover het filosofisch behaviorisme en het eliminatief materialisme dat stelt dat er geen zelfstandige mentale toestanden bestaan in het hoofd, maar dat de mentale toestanden gelijk zijn aan het menselijk observeerbaar gedrag.